# Espineta tacada
El espineta tacada (Pyrrholaemus sagittatus) és un ocell de la família dels acantízids (Acanthizidae).

## Hàbitat i distribució
Habita garrigues àrides i boscos oberts d'eucaliptus al sud-est d'Austràlia a Queensland, oest de Nova Gal·les del Sud i nord-oest de Victòria.